# Филин, Федот Петрович
Федо́т Петро́вич Фи́лин (23 февраля [7 марта] 1908 года, Селино, Одоевский уезд, Тульская губерния, ныне Дубенский район Тульской области — 5 мая 1982, Москва, СССР) — советский лингвист, славист, профессор, член-корреспондент АН СССР (1962). Автор трудов по истории восточнославянских языков, диалектологии, лексикологии и лингвистической географии, выдержанных в духе традиционного сравнительно-исторического языкознания XIX века. В 1968—1982 годы возглавлял Институт русского языка АН СССР, а в 1971—1982 годы журнал «Вопросы языкознания». Руководил рядом масштабных научно-издательских проектов, в частности Диалектологическим атласом русского языка, Большим академическим словарём и Словарём русских народных говоров. Лауреат Ленинской премии за академический словарь и премии имени А. С. Пушкина АН СССР за монографию «Происхождение русского, украинского и белорусского языков. Историко-диалектологический очерк».
Деятельность Филина как администратора на протяжении 50 лет тесно связана с идеологическим контролем в советской науке, с административным и идеологическим утверждением марризма (1930—1940-е годы), а в поздний период — «историзма в языкознании», с политическими «проработками» (кампаниями публичного критического обсуждения) и организационными мерами против лингвистов.

## Ранняя биография
Федот Петрович Филин родился 23 февраля (7 марта) 1908 года в деревне Селино Одоевского уезда Тульской губернии (ныне Дубенского района Тульской области) в семье неграмотного крестьянина-каменщика. В своей автобиографии, написанной в 1972 году, он указывал: «В детстве и отрочестве учился в местных школах (начиная от церковно-приходской и кончая школой II ступени) и помогал отцу в сельском хозяйстве. Очень многим обязан комсомолу, в рядах которого пробыл с 7 марта 1924 года до 1938 года, воспитывался в нём, выполняя самые разные поручения». После школы-семилетки окончил специальные курсы и принимал участие в ликбезе, работая в рабочем посёлке Дубна. Затем поступил сначала в Тульский педагогический техникум, а затем в 1928 году на отделение языка и литературы 2-го МГУ, в 1930 году преобразованного в Московский педагогический институт; окончил его в 1931. В дневнике и воспоминаниях Филин упоминает постоянную бедность, голод, сопутствовавшие ему и в Туле, и в Москве («ни разу в жизни я не был как следует сытым!»), тягу к знаниям и культуре.
Посещал семинар слависта Н. М. Каринского.

## Ленинград, 1930—1940-е

### Ранние марристские выступления
В начале 1930-х и в конце 1940-х годов Филин выступал в печати активным сторонником и пропагандистом ставшего к тому времени официальным псевдонаучного Нового учения о языке Н. Я. Марра. Личное знакомство с академиком определило его судьбу: в 1931 году он стал аспирантом Марра в ленинградском Институте языка и мышления, соруководителем по русскому языку был С. П. Обнорский. Чтобы «не замыкаться в родном языке», Филин по совету Марра изучал также грузинский и финский, от которых в его памяти «что-то осталось». В его дневнике есть запись: «Я, Фэн [его студенческая кличка], комсомолец в лингвистике, хочу перевернуть мир».
24-летний Филин участвовал наиболее активно (3 статьи и анонимное предисловие, впоследствии включённое самим Филиным в список трудов) в сборнике марристов «Против буржуазной контрабанды в языкознании» (1932), где разгромной критике и прямым политическим обвинениям подверглось большинство лингвистов, не связанных с «Новым учением», включая Е. Д. Поливанова, А. М. Пешковского, Л. В. Щербу, Г. О. Винокура, Н. Н. Дурново, Н. Ф. Яковлева и других, а также молодые участники оппозиционной марризму группы «Языкофронт». В этом сборнике Филин требовал заменить изучение «пролетарского языка» изучением «пролетарской идеологии», что, с его точки зрения, одно и то же, лингвисты обвинялись в «троцкизме» и «социал-фашистской контрабанде». В. М. Алпатов отмечает, что в поздние годы Филин благоговейно и без упоминания о каких-либо конфликтах вспоминал о классиках русского языкознания, изруганных им в начале 1930-х: в 1975 году он перечислил десять фамилий «прекрасных кадров учёных, педагогов», у которых он учился, причём из этих 10 человек 9 подвергались его нападкам в сталинское время.
В том же году Филин выступал в «Ленинградской правде» с разоблачениями «идеалистических и механистических вывихов» сотрудников своего института, а индоевропейскую теорию приравнивал к учению ревизионизма в марксизме. Критике Филина в 1930-е годы подвергался толковый словарь русского языка под редакцией Д. Н. Ушакова, а позднее — однотомный толковый словарь С. И. Ожегова.
Однако на практике его собственно лингвистические работы 1930—1940-х годов, как и большинства авторов, объявлявших себя последователями Марра в этот период, уже мало связаны с «Новым учением» (эта связь фактически ограничена предисловиями) и выдержаны в ключе традиционной славистики. Таковы его первая монография «Исследования по лексике русских говоров. По материалам сельскохозяйственной терминологии» (1936; на базе кандидатской диссертации, защищённой в 1935) и «вполне традиционная компиляция» «Очерки истории русского языка до XIV столетия» (1940), где есть даже ссылки на расстрелянных незадолго до того оппонентов Марра славистов Н. Н. Дурново и Г. А. Ильинского. Во вводной части «Очерков…» Филин противоречиво описывает происхождение восточнославянских языков то как результат скрещивания, то как результат дробления диалектов, пытаясь соединить марровскую теорию с традиционными представлениями. В 1930-е годы, по воспоминаниям А. В. Десницкой, Филин в частных разговорах позволял себе прямо издеваться над марристским анализом «по четырём элементам». В 1981 году он, вспоминая своё участие в полемике с Л. В. Щербой, сообщал: «И хотя я „в теории“ ещё долго находился под влиянием „нового учения о языке“, в своей исследовательской практике старался придерживаться фактов и свои выводы и гипотезы подтверждать фактами. Впрочем, я ни о чём не сожалею. Школа Марра для нас, начинающих лингвистов, тоже была полезна: несмотря на её просчёты, она манила своими безмерно широкими горизонтами, прививала вкус к творческой фантазии».

### Диалектологические работы и война
Уже в марристский период Филин много занимался диалектологией и лингвистической географией. В автобиографии он писал: «По моей инициативе с осени 1935 г. началась работа над диалектическим атласом русского языка, в связи с которой мною было опубликовано много статей, а в 1949 г. опубликована книга „Лингвистический атлас района озера Селигер“. В 1936 г. я был зачислен в штат сотрудников Института языка и мышления, в котором ведал сектором (тогда сектор назывался кабинетом) диалектологии». Под руководством Филина началась деятельность по подготовке «Атласа русского языка», продолжившаяся после войны.
В мае 1939 года вступил в ВКП(б), был партийным секретарём Института языка и мышления.
Прошёл всю войну. 3 июля 1941 года, как сообщал Филин в автобиографии, он «вступил в ряды народного ополчения. Сначала был отв. секретарём партбюро артполка, затем старшим инструктором и лектором политотдела 42-й армии, а в 1943 г. был назначен старшим инструктором 7-го отдела Политуправления Ленфронта. Участвовал в боях на Ленинградском фронте, 900 дней был в кольце блокады». Ф. П. Филин награждён орденами Красной Звезды (30 июля 1944), Отечественной войны II степени (22 июля 1945), медалями «За оборону Ленинграда» (вручена 2 июня 1943), «За победу над Германией» (1945) и др. Вёл пропаганду, в том числе среди военнопленных, готовил материалы для заседаний военного совета, имел воинское звание майор. В наградном листе на орден Отечественной войны указано: «Майор Филин Ф. П. участвовал в боях под Гатчиной, Красным Селом и Петергофом (в 1941 г.), под Ленинградом (в 1941—1944 гг.), под Псковом, на Карельском перешейке и в Эстонии (1944 г.). По заданиям Начальника Политуправления фронта систематически выезжал на передний край, организовывал звукопередачи, засылку военнопленных и оказывал помощь политорганам армий и дивизий. Показал себя, как авторитетный и дисциплинированный офицер. Проводил широкую информационную и пропагандистскую работу (обзоры, лекции, выступления в печати). На Курляндском участке Ленинградского фронта в апреле — мае 1945 г. находился в командировке в армиях и дивизиях, проводил засылку парламентёров в расположение противника, опрос пленных и составление информационных материалов. Проявил инициативу в работе, в боевой обстановке показал себя, как смелый офицер. Предан партии Ленина—Сталина и Социалистической Родине».
В 1944 году Филина отпустили с фронта на три дня для участия в диалектологической конференции в Вологде. Демобилизовавшись в 1946 году, он возглавил сектор диалектологии Института русского языка АН СССР. В 1947 году защитил докторскую диссертацию по теме «Лексика русского литературного языка древнекиевской эпохи», в 1949 году по материалам диссертации вышла одноимённая книга. В этой работе излагаются вполне традиционные взгляды на родство языков, прикрытые для совместимости с марризмом обтекаемыми формулировками; кроме того, из-за начавшейся борьбы с космополитизмом, в которую включился и сам автор, в книге по сравнению с диссертацией были сняты ссылки на ряд зарубежных учёных. Во время разгрома марризма Е. Т. Черкасова обнаружила, что некоторые этимологии из этой работы Филин приводил как собственные без ссылок на источники, а классификация лексики «переписана с небольшими изменениями» из работы украинского «буржуазного историка» М. С. Грушевского.
В 1947—1950 годы Филин был заместителем директора Института русского языка АН СССР по Москве и Ленинграду, а в 1949—1950 годы одновременно учёным секретарём Президиума АН СССР. Профессор Ленинградского университета и ЛГПИ имени Герцена.

### Идеологическая кампания 1947—1950 годов
В 1947—1948 годы Филин в рамках борьбы с космополитизмом начал вместе с Г. П. Сердюченко, действовавшим в Москве, новую кампанию по осуждению и «шельмованию» действительных или мнимых оппонентов марризма в Ленинграде. В декабре 1947 года по инициативе Филина прошла партийная проработка В. В. Виноградова с обсуждением книги Виноградова «Русский язык». Виноградов обвинялся в том, что он «предпочитает иностранных лингвистов русским» и «чужд марксизму-ленинизму», в «попытке протащить старую буржуазную теорийку „чистой“ науки». От критики не были застрахованы даже такие деятели «нового учения», как И. И. Мещанинов и Н. Ф. Яковлев; стремясь обезопасить себя, они вскоре сами присоединились к этой кампании. 22 октября 1948 года на совместном заседании учёных советов Института языка и мышления и ленинградского отделения Института русского языка Филин выступил с докладом «О двух направлениях в языковедении», где утверждал, что доклад Т. Д. Лысенко на августовской сессии ВАСХНИЛ определяет развитие советского языкознания, в котором, как и в биологии, выделяется «материалистическое» направление, восходящее к Марру, а вся остальная лингвистика объявлялась «буржуазной»; поимённо в «идеализме» были обвинены живые и покойные А. А. Шахматов, А. А. Реформатский, Д. В. Бубрих, В. В. Виноградов, А. М. Селищев, Л. А. Булаховский и другие. В своём докладе Филин заметил: «Неразоружившимся индоевропеистам в нашей среде есть о чём подумать». В ходе последовавшей кампании предлагалось разоблачать «поклонников буржуазных талантов», «реакционных лингвистов», «громить» их «гнёзда» и т. п. К ноябрю 1948 года Филин с партийными сотрудниками двух ленинградских институтов подготовил развёрнутую (55 машинописных страниц) секретную докладную записку в ЦК ВКП(б) о «состоянии и задачах советского языковедения» с марристской точки зрения.
Ряд лингвистов лишились работы или возможности печататься: с начала 1950 года начались увольнения и закрытия целых научных направлений. В разгар кампании осенью 1949 года в Ленинградском университете скончался Д. В. Бубрих, которому ставилось в вину излишнее цитирование «буржуазных» зарубежных учёных; его травля была инициирована Филиным.
С научной точки зрения Филин предлагал вернуться дословно к учению Марра, в том числе к элементному анализу, компаративный метод назывался им «идеалистической дребеденью», а Московская фонологическая школа — «реакционной». С точки зрения В. М. Алпатова, Филин и Сердюченко в ходе этой кампании «выполняли указания сверху».
Во время начавшейся в мае 1950 года дискуссии о языкознании в газете «Правда» Филин выступил со статьёй, полностью отрицавшей сравнительно-историческое языкознание. Выступление Сталина с резкой критикой марризма («Марксизм и вопросы языкознания», 20 июня 1950 года) полностью отменило кампанию Филина — Сердюченко, которую Сталин назвал «аракчеевским режимом в языкознании». Некоторое время Филин был вынужден по устоявшемуся ритуалу «признавать свои ошибки» и «каяться»: так, он занялся «курско-орловским диалектом», который Сталин в своей работе ошибочно назвал основой русского литературного языка. 1 июля 1950 года Филин вместе с Сердюченко был снят с административных постов, одно время было запрещено ссылаться на его работы и использовать примеры из них. Материалы диалектологического атласа были забракованы, автору было запрещено руководить аспирантами, в печати его называли «карьеристом», «демагогом» и «леваком». В последние месяцы жизни Сталина подвергшийся новым проработкам Филин каждую ночь ожидал ареста.
П. А. Дружинин не исключает, что подготовленная Филиным докладная записка в ЦК ВКП(б) могла дойти до Сталина и стимулировать его интерес к вопросам языкознания, что и привело в итоге к отрицательным для марристов результатам.

## Москва. 1960—1980-е. Поздние работы
В 1954 году Филин возглавил Словарный сектор Института языкознания и вошёл в редакцию 17-томного Большого академического словаря. В 1960-е годы начался новый карьерный рост Филина: он становится директором Института языкознания АН СССР (1964—1968), а затем Института русского языка АН СССР (с 1968 года до конца жизни). Кроме того, он стал главным редактором журнала «Вопросы языкознания» (с 1971 года также до конца жизни). На последних двух ключевых постах советского языкознания Филин стал преемником В. В. Виноградова.
29 июня 1962 года избран членом-корреспондентом АН СССР по Отделению литературы и языка. Выдвигался в 1966, 1968 (учёными советами Института языкознания и его Ленинградского отделения), а также в 1972 и 1974 (учёным советом ИРЯ) годах в действительные члены АН СССР. Эти выдвижения неоднократно поддерживали учёные советы некоторых научных организаций (Института языкознания АН УССР им. А. А. Потебни, филфака ЛГУ и др.), но избран Филин не был.
Работал над трудами в области истории русского языка, лексикологии и лексикографии. Исследовал проблемы этногенеза славян, русской диалектологии и лингвистической географии, общего языкознания и социолингвистики, развития, структур и функций, стилевых разновидностей литературных языков, их историко-сопоставительного изучения. Один из составителей и председатель редколлегии «Словаря современного русского литературного языка» (Ленинская премия, 1970). Руководитель работы по составлению многотомного «Словаря русских народных говоров». С 1974 года под его редакцией выходил Лексический атлас русских народных говоров.
Наиболее известной его работой стало «Происхождение русского, украинского и белорусского языков». Филин «проблему образования восточнославянских языков рассматривает главным образом как проблему историко-диалектологическую». В разделах своей книги он перечисляет фонетические, морфологические, синтаксические и лексические диалектизмы, свойственные древнерусскому языку и восходящие к праславянской эпохе, а потом повлиявшие на современные восточнославянские диалекты русского, украинского и белорусского языков. Диалектные расхождения, согласно Филину, сосуществовали с объединительными общевосточнославянскими тенденциями.
В работах по лексикологии Филиным было выдвинуто «положение о реальном существовании лексических систем определённых общественных коллективов на определённых отрезках времени, лексических систем с их закономерностями и внутренними противоречиями, систем, являющихся продуктом исторического развития и включающих в себя в „снятом виде“ особенности речетворческого процесса предшествующих эпох». Разрабатывал «теоретические проблемы лексикологии: самостоятельности слова как основной единицы языка, значения слова и многозначности, роли контекста и системных связей слов в языке, группировки слов в языке по семантическим признакам и др.» Филин считал, что церковнославянская по происхождению лексика переосмыслялась в контексте древнерусского литературного языка.
Авторы некролога Филину в журнале «Вопросы языкознания» О. Н. Трубачёв и Вал. Вас. Иванов отмечают такую сторону его деятельности: «Ф. П. Филин смело пошёл на удревнение и углубление масштабов истории русского языка, аналог чему мы находим в удревнении истории русского народа, предпринимаемом сейчас акад. Б. А. Рыбаковым, и видим здесь знамение времени».
Похоронен на Кунцевском кладбище.

## Административно-идеологическая деятельность в советской лингвистике (1960—1980-е)
В 1960—1980-е годы Филин вновь, как и в марристский период, использовал партийные и административные механизмы для борьбы с неугодными по тем или иным причинам коллегами, а также выступал как теоретик «идеологически верного» языкознания. На посту директора Института русского языка совместно с парторгом института Л. И. Скворцовым Филин административно препятствовал научной деятельности и публикациям авторов, причастных к тем или иным коллективным письмам в защиту диссидентов (Ю. Д. Апресян, И. А. Мельчук и др.), либо работавших вне планов академических институтов (пытался снять с производства в издательстве «Русский язык» Грамматический словарь русского языка А. А. Зализняка).
При нём вынуждены были уйти из института М. В. Панов, Ю. Д. Апресян, В. Д. Левин, В. Г. Орлова, Л. Л. Касаткин, Л. П. Крысин, Н. А. Еськова, О. А. Князевская и др. Лингвист Э. И. Хан-Пира упоминает о трёх сотрудницах ИРЯ, которым было предложено «признать свои ошибки» и которые делали это трижды — в секции, на дирекции и на учёном совете, но всё же были уволены. По воспоминаниям Апресяна, ему также было предложено «покаяться» «лично на ухо Ф. П. Филину».
С. Г. Ильенко, с огорчением упоминая об «административных перекосах» в московской деятельности Филина, сообщает и о противоположном эпизоде: готовности выступить оппонентом на защите ленинградского германиста Н. М. Александрова из института Герцена, обвинённого в антисоветской деятельности.
После кончины недолго исполнявшего обязанности главного редактора В. М. Жирмунского в 1971 году Филин возглавил журнал «Вопросы языкознания», резко изменив состав редакции. В этот период редакционная политика журнала определялась установочными идеологическими работами самого Филина, В. З. Панфилова и Р. А. Будагова, ориентированными на представления о лингвистике последних сталинских лет, что было существенным шагом назад. Современные лингвистические теории (структурализм, генеративизм) критиковались как «идеалистические» «пустопорожние теории» и «дедуктивно-формалистические изощрения» без попыток разобраться в них по существу, с точки зрения позитивистской науки XIX века. Наука о языке понималась почти как исключительно историческая (любимым отрицательным ярлыком Филина был «антиисторизм»), при этом использовались и элементы «сглаженного» марризма (прямолинейная связь между изменением языка и развитием общества). Некоторые постоянные авторы журнала (Апресян, Вяч. Вс. Иванов, Р. М. Фрумкина, Т. М. Николаева, В. С. Храковский и др.), работавшие в нём в 1960-е годы, в 1971—1982 годы перестали печататься в «Вопросах языкознания», не желая сотрудничать с Филиным. При этом в журнале продолжали появляться серьёзные качественные работы, хотя повысилось число малосодержательных методологических статей, а также работ «не очень известных» авторов из социалистических стран; кроме того, снизили уровень отделы хроник и рецензий.
По словам В. М. Живова, Филин «и ряд других людей» писали «доносы на то, что мы „разводим поповщину“, занимаемся „иностранным“ церковнославянским языком, „порочим“ русский язык, говоря, что его история связана с историей церковнославянского. В ЦК КПСС вполне всерьёз всё это рассматривали». Ещё ранее, в марристский период, Филин предлагал исключить из словаря С. И. Ожегова ряд относящихся к церковной лексике слов как «словарные трупы», которым не место в языке советского человека. С другой стороны, Филин предлагал и «составить основательный словарь церковнославянского языка русского извода (а ещё лучше всех изводов)», но подчёркивал, что «об этом пока что приходится только мечтать».

## Оценки
В ряде работ высказывается положительная оценка научной и административной деятельности Филина. Несколько работ в этом духе принадлежит доктору филологических наук лексикографу Г. А. Богатовой, которая была редактором библиографии Филина и сборника к его 100-летнему юбилею. Богатова и Т. Ф. Филина (дочь Федота Петровича) оценивают его деятельность, в частности, так: «Учёным был задуман „Словарь русских народных говоров“ (дело принципиально новое не только в русском, но и в мировом языкознании). Под его редакцией было выпущено 23 тома словаря, этой сокровищницы народного русского языка <…> и в этом большая заслуга Ф. П. Филина, девизом всей жизни которого были слова протопопа Аввакума: „Понеже люблю свой русский природный язык“». Белорусский славист А. И. Журавский считает Филина «выдающимся учёным-славистом», деятельность Филина «весьма плодотворной», а его «Происхождение русского, украинского и белорусского языков» — «чрезвычайно важным явлением в языкознании»; диалектолог В. Я. Дерягин видит у него «небывалую для русиста широту исторического взгляда учёного».
К юбилею Филина в «Вестнике Герценовского университета» появились статья К. П. Сидоренко о Филине и воспоминания о нём его студентки С. Г. Ильенко (оба профессора РГПУ). Сидоренко поражается «научному и организационному таланту этого человека», а его суждение о пагубности «пренебрежения историзмом» считает «более чем актуальным». Ильенко отмечает, что Федот Петрович умел создать в аудитории «праздничное настроение», отмечает его любовь к слову и тягу к культуре.
Другие авторы оценивают деятельность Филина отрицательно. Математик и лингвист В. А. Успенский описывает Филина как «умнейшего злодея», умевшего «создать у своего собеседника или противника комфортную иллюзию успеха», после чего отказать в поддержке, а его роль в истории советского языкознания определяет как «зловещую». Лингвист И. А. Мельчук назвал Филина «хитрым и злобным интриганом», славист С. Б. Бернштейн — «ничтожной личностью». Финно-угровед Е. А. Хелимский пародирует в критическом ключе представления Филина о путях этно- и лингвогенеза славян и его манеру апеллировать к политико-идеологической стороне вопроса, а славист-этимолог А. Е. Аникин считает фигуру Филина «крайне одиозной».

## Награды и членства в обществах, память
Ф. П. Филин награждён орденами Красной Звезды (1944), Отечественной войны II степени (1945), медалями «За оборону Ленинграда» (1943), «За победу над Германией в Великой Отечественной войне 1941—1945 гг.» (1945) и другими.
Почётный доктор наук Ягеллонского университета.
За 17-томный «Словарь современного русского языка» Филин в 1970 году был удостоен Ленинской премии. В 1977 году Федот Филин стал лауреатом премии имени А. С. Пушкина АН СССР с формулировкой «за монографию „Происхождение русского, украинского и белорусского языков. Историко-диалектологический очерк“».
В 2008 году 100-летие со дня рождения Филина широко отмечалось в Российском государственном педагогическом университете имени А. И. Герцена, где тот многие годы работал. За два года до юбилея под редакцией Г. А. Богатовой и соредакторов вышел юбилейный сборник «Памяти Федота Петровича Филина: к 100-летию со дня рождения» (М.: Вагриус Плюс, 2006), куда включены дневники и воспоминания Филина, статьи о разных периодах и аспектах его деятельности, некрологи, а также библиография его трудов.
В январе 2008 года издательский центр «Марка» выпустил конверт к 100-летию Филина с его портретом (художник Б. Илюхин).
Могила Филина на Кунцевском кладбище внесена в реестр объектов культурного наследия.

## Труды
Федот Филин — автор более 200 печатных работ.

### Монографии
- Очерк истории русского языка до XIV столетия. — Л., 1940;
- Происхождение и развитие русского языка. — Л., 1954. — 48 с.
- Лексика русского литературного языка древнекиевской эпохи. — Л., 1949;
- Образование языка восточных славян. — М.—Л., 1962;
- Происхождение русского, украинского и белорусского языков: историко-диалектологический очерк. — Л., 1972 (2-е изд. 2006);
- Истоки и судьбы русского литературного языка. — М., 1981 (2-е изд. 2010);
- Очерки по теории языкознания / Институт русского языка АН СССР. — М.: Наука, 1982. — 336 с. — 4300 экз. (2-е изд. 2008);
- Историческая лексикология русского языка. — М., 1984 (2-е изд. 2008)

### Статьи
- Реакционная наука под флагом марксистской фразеологии // газета «За коммунистическое просвещение». 1931. № 165 (731).
- Предисловие к сборнику «Против буржуазной контрабанды в языкознании». Л., 1932, с. 3—5. Подпись: «Редакция».
- Борьба за марксистско-ленинское языкознание и группа «Языковедный фронт» // Против буржуазной контрабанды в языкознании. Л., 1932. С. 28—47
- На поводу у классового врага (слова и дела Я. Лоя) // Там же. С. 81—100
- Новое учение о языке // Журнал «Вестник знаний». 1936. № 2. С. 83—88
- Генетические взаимоотношения русского языка с языками других народностей СССР в работах Н. Я. Марра // Всесоюзный центральный комитет нового алфавита — Н. Я. Марру. М., 1936. С. 113—146
- О двух направлениях в языкознании // Известия АН СССР. Серия лит-ры и языка, 1948, № 6.
- Современное положение и задачи советского языковедения // Известия Отделения литературы и языка АН СССР. М., 1949 (без подписи).
- Программа по исторической грамматике русского языка. Изд. МГУ, 1949. С. 1—11.
- Против застоя, за развитие советского языкознания // «Правда», № 150 (11622), 30 мая 1950.
- О некоторых важнейших ошибках в разработке истории русского языка // Против вульгаризации и извращения марксизма в языкознании. Т. 1. М., 195. С. 351—364.
- О порочной «концепции» нового учения о языке в изучении лексики древнерусского языка // Доклады и сообщения Института языкознания АН СССР. М., 1953. Вып. 4. С. 59—70.
- Против вульгаризации марксизма в археологии // Сборник статей ИИМК АН СССР. Журнал «Вопросы языкознания». М., 1954. № 4. С. 141—147.
- Заметка о термине «анты» и о так называемом «антском периоде» в древней истории восточных славян // Проблемы сравнительной филологии. Сборник статей к 70-летию чл.-корр. АН СССР В. М. Жирмунского — М. — Л.: Академия наук СССР, 1964. — С. 266—270.
- О некоторых философских вопросах языкознания // Ленинизм и теоретические проблемы языкознания. М., 1970. С. 7—24.
- Советское языкознание: теория и практика // Вопросы языкознания. 1977. № 5.